# Dr.-Franz-Klein-Hof
Der Dr.-Franz-Klein-Hof ist ein Gemeindebau in der Herbortgasse 24 im 11. Wiener Gemeindebezirk Simmering.

## Geschichte
Im Roten Wien der Zwischenkriegszeit entstanden zahlreiche kommunale Wohnbauten, vor allem in den von vielen Arbeitern bewohnten Außenbezirken Favoriten und Simmering. In der Zeit von 1923 bis 1926 wurden rund um den Simmeringer Herderplatz und den 1930 eröffneten Herderpark insgesamt sechs Gemeindebauten errichtet. Neben dem Dr.-Franz-Klein-Hof waren dies die Wohnanlagen Alfons-Petzold-Hof, Josef-Scheu-Hof, Widholzhof, Karl-Höger-Hof und der benachbarte Friedrich-Engels-Hof.
Der Dr.-Franz-Klein-Hof wurde von 1924 bis 1925 nach Entwürfen des Architekten Karl Krist errichtet. Ursprünglich verfügte er unter anderem über einen Kinderhort, eine Zahnklinik und mehrere Werkstätten und Geschäftsräume. Die Zahnklinik besteht als Zentrum für Zahnbehandlung der Wiener Gebietskrankenkasse noch heute, auch einige der Geschäftslokale in der Grillgasse werden derzeit genutzt. Von 2003 bis 2007 wurde die Anlage saniert, dabei wurden unter anderem die Fenster und Türen erneuert und ein neuer Spielplatz errichtet.
Benannt ist der Gemeindebau nach dem Juristen und Politiker Franz Klein. An ihn erinnert eine im Eingangsbereich in der Herbortgasse angebrachte Gedenktafel, die 1932 von Wilhelm Frass gestaltet wurde. Eine weitere Gedenktafel an der Ecke Am Kanal / Grillgasse erinnert an Franz Mayer und den Schutzbundsanitäter Johann Zabinsky, die im Zuge des Februaraufstands von 1934 in der Grillgasse getötet wurden (siehe auch Liste von Denkmälern für den Februaraufstand 1934).

## Architektur und Gestaltung

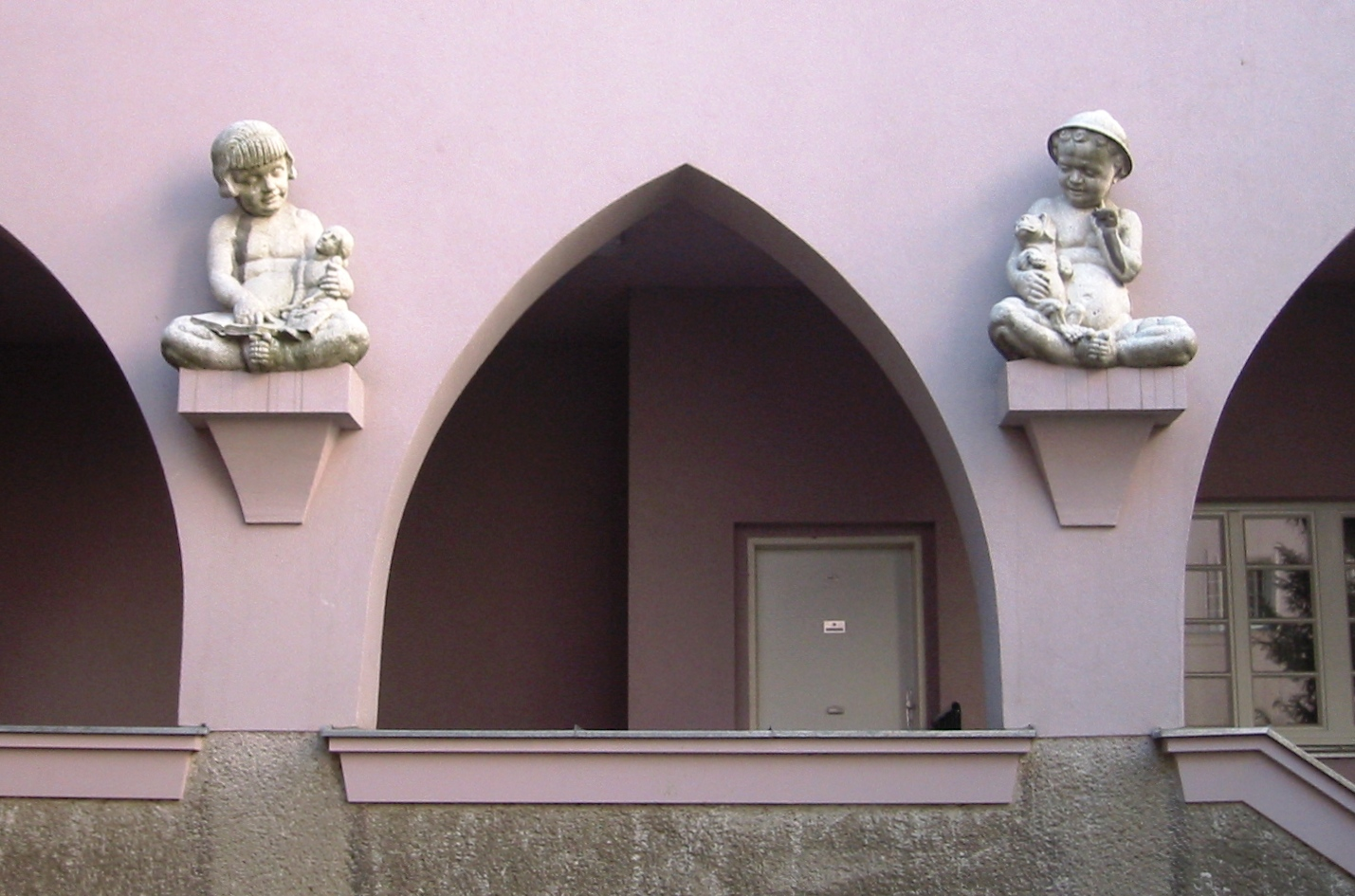
Konsolfiguren im Innenhof

Die 223 Wohnungen umfassende und denkmalgeschützte Wohnanlage wird durch die Herbortgasse, Grillgasse, den Herderplatz und die Straße Am Kanal begrenzt. Die Niveauunterschiede des Geländes werden durch Treppenanlagen ausgeglichen.
Auffällige Stilelemente sind die Putzdekorationen an der Außenfassade, ausgeprägte Dachgiebel und die Verwendung von Spitzbögen bei verschiedenen Fassadenelementen, beispielsweise dem Eingangsportal, den Arkadengängen und einigen erdgeschossigen Fenstern. An der Außenfront des Arkadenganges vor dem ehemaligen Kinderhort befinden sich zwei vom Bildhauer Siegfried Bauer gestaltete steinerne Konsolfiguren, die sitzende Kinder darstellen.